# Урало-Сибирская роспись

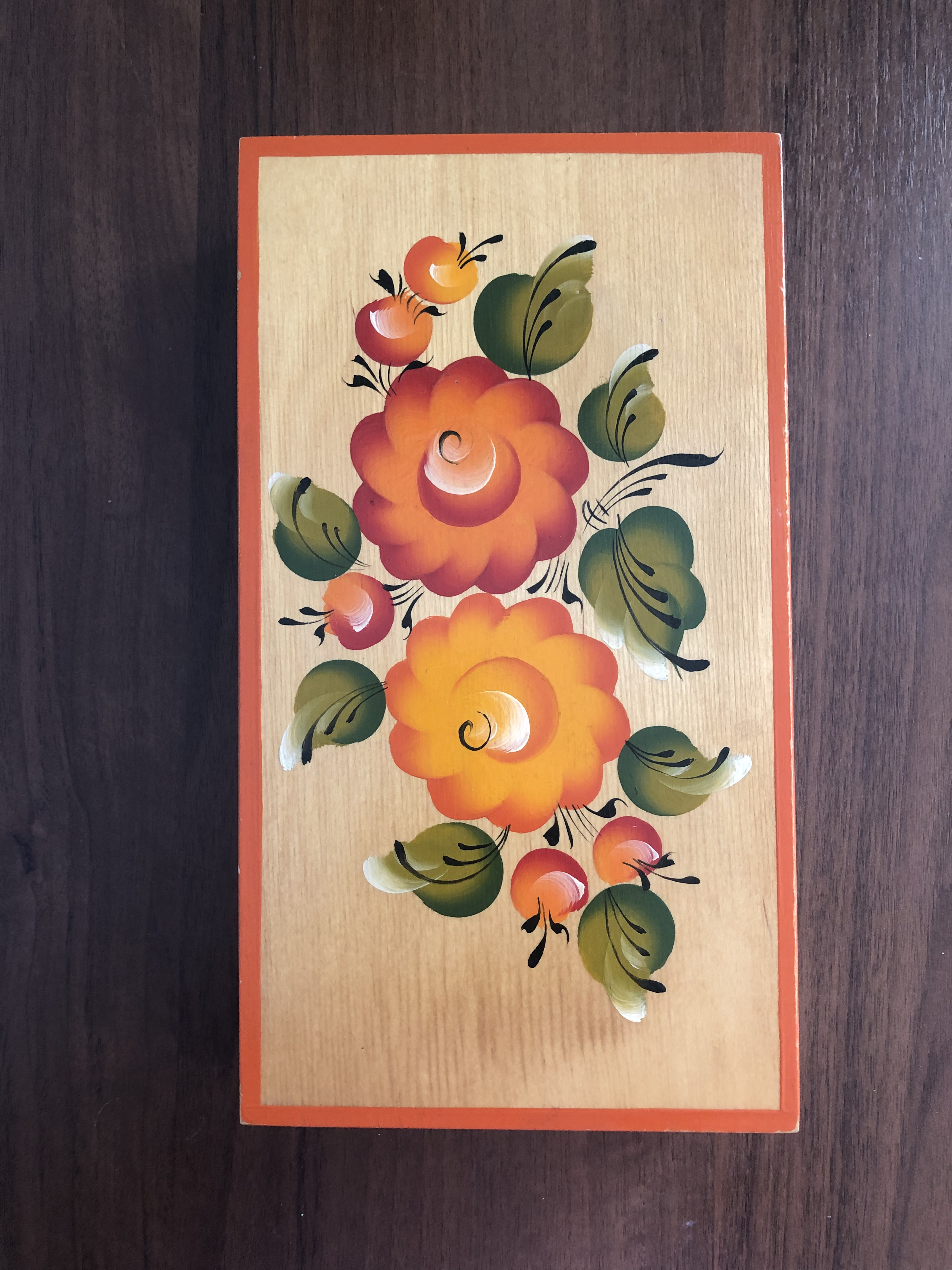
Крышка шкатулки. Урало-сибирская роспись. Конец XX в.

Ура́ло-сиби́рская ро́спись — старинный русский народный промысел, начавший своё формирование, вероятно, в XVII веке на Урале, Прикамье, Сибирском Зауралье. Технически представляет собой разновидность свободной кистевой росписи масляными красками с характерной техникой мазка, когда цветная краска берётся на кисть одновременно с белилами. Свой расцвет урало-сибирская роспись пережила в конце XIX — начале XX веков. Существует роспись по деревянной и металлической основе. Наиболее ярко этот промысел проявился в оформлении крестьянских домов.

## История развития
Освоение Урала и Зауралья тесно связано с переселением на эти территории жителей Русского Севера — Вологды, Тотьмы, Великого Устюга, Сольвычегодска, Белозерска, Каргополя, Холмогор. Процесс заселения проходил в несколько этапов: ему способствовали как экономические проблемы, так и социальные потрясения. При этом в XVI—XVII веках влияние ремёсел и художественные связи Урала с Севером были односторонними — через приток на заселяемые земли мастеров и поставку различных товаров главным образом из Великого Устюга. Через этот крупный торговый центр на Урал попадали деревянные изделия из Галича и Вологды, Ветлуги и Унжи, зеркала из Ярославля, иконы, написанные во Владимиро-Суздальской земле и на Русском Севере. Посредством предметов быта в Урал и Прикамье проникли традиции северной росписи — орнаментов геометрического и травного в сочетании с традиционными мотивами: вологодскими единорогом, побеждающим змею и растениями в виде стрел; северодвинскими птицами; размещением рисунка в виде пояса; узорами в красных и зелёных тонах.
Местная декоративная роспись, вероятно, первой появилась в Прикамье (западные уезды Пермской губернии). По документам XVII века известно, что здесь расписывались церковные двери и подсвечники.
Во второй половине XVII века одним из крупных торговых и культурных центров Прикамья стала Соль Камская, художественные ремёсла активно развивались также в промысловых городах — Тюмени и Тобольске. Известно, что в это время в Тобольске производилось столько икон, что они перестали завозиться из европейской России. Иконники при сибирском архиепископе происходили из Великого Устюга, Сольвычегодска, Владимиро-Суздальской земли, Украины. В последней четверти века в Поволжье, Прикамье и Сибири «променом икон» занимались мастера из Палеха. Возможно, они не только торговали собственными произведениями, но и работали над росписями храмов и бытовой утвари. Проживание палешан из числа беглых крепостных зафиксировано позднее (1716) в Тюменском уезде.
Традиционно иконники имели каждый свою специализацию — «травники» (они отвечали за фон), «личники» (писали головы и тела персонажей), «доличники» (пейзаж и одежда). Травники расписывали также бытовую утварь. Образцов росписей XVII века не сохранилось, но можно представить по некотором мотивам уральской иконописи, как выглядели орнаменты, которыми украшались утварь и интерьеры местных домов. Наиболее распространённый элемент узора — розетка цветка со множеством лепестков на красном или золотистом фоне с использованием разживки. Представление о том, как выглядели местные декоративные росписи даёт значительный художественный памятник XVII века — клирос церкви Богоявления в Соликамске с изображением растительных композиций. Существует гипотеза, что его украшали художники из Москвы, однако, по мнению В. А. Барадулина, опирающегося на стилистические особенности росписи, наиболее вероятно, что эта работа исполнена мастерами из северных мастерских Строгановых. Клирос расписан букетами крупных цветов — розеток в четыре лепестка, тюльпанов и гвоздик — и плодов на изогнутых стеблях в вазах. Мотивы прописаны по цветному подмалёвку более светлыми или тёмными мазками с выявлением объёма. Тонкие линии, дополняющие роспись, напоминают приёмы, использовавшиеся при иллюминировании рукописных книг и в рисунках эмалей. Северное происхождение мотивов выдают их округлые формы — московские и поволжские мастера писали цветы более остроугольными. Роспись исполнена по фону в оранжевых и голубых тонах, цветы и плоды сиреневые и тёмно-синие, листва и стебли — тёмно-зелёные и тёмно-коричневые. Клирос, благодаря цветовым контрастам, настолько ярок, что должен был привлекать внимание даже в интерьере церкви XVII века, обыкновенно весьма декоративном.

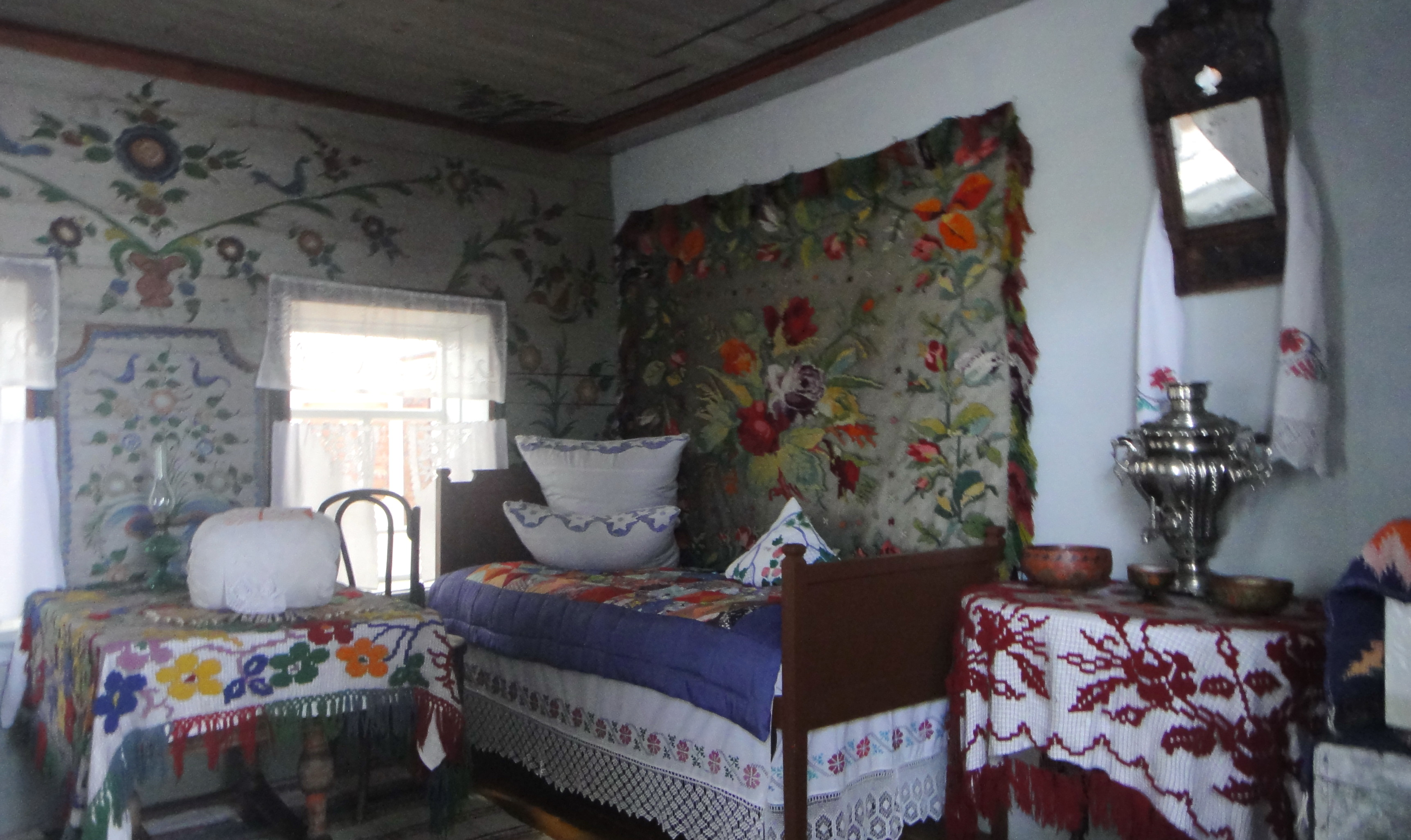
Урало-сибирская домовая роспись. Нижнесинячихинский музей-заповедник

В схожей манере украшены врата (возможно от киота) из села Морчаны. Сходство изобразительных мотивов этих двух памятников декоративно-прикладного искусства XVII века может объясняться тем, что им, по обыкновению, придавалось символическое значение. Как предполагает Барадулин, росписи исполнены, вероятно, местными травниками, привыкшими работать с крупными объёмами. По мнению исследователей, в середине и второй половине XVII века в связи с развитием ремёсел, а также наличием местных иконописцев, в крупных городах региона и ближайших к ним поселениях могли появиться украшенные росписью интерьеры и утварь.
Вторую половину XVII века исследователи считают периодом зарождения цветовых особенностей урало-сибирской домовой росписи с чётким разделением по высоте на ярусы. Нижний ярус имеет преобладающие тёмно-коричневые или красные оттенки, символизируя связь с матушкой землёй. Средний ярус в росписях посвящён миру человека, среди изображений встречаются мотивы, связанные мифологическими существами. Небесный верхний ярус содержит модульные композиции, в основе которых лежит связь пространства жилища с окружающим миром.
В XVIII—XIX веках на Урале сформировались два основных направления народных промыслов и использованием урало-сибирской росписи: изготовление металлических и деревянных художественных и бытовых изделий. Роспись по металлу распространилась в посёлках при горных заводах Демидовых — Нижнесалдинском, Невьянском и Нижнетагильском. Роспись деревянных изделий была сосредоточена в соответствующих центрах ремёсел — в окрестностях Кунгура расписывали коромысла, в Оханске — телеги, около Далматова изготавливали прялки. В 1840-х годах широкое распространение на Урале получило производство и роспись берестяных бураков.
В 1960—1980-х годах в Туринске возникло производство сувениров и художественных изделий из дерева, основанное на традициях урало-сибирской домовой росписи. Образцы урало-сибирской домовой росписи хранятся в музее-заповеднике «Хохловка», Нижне-Синячихинском музее-заповеднике, Пермской государственной художественной галерее, Пермском, Берёзовском и Соликамском краеведческих музеях.